# Milan Váchal
Milan Váchal (* 1965 Plzeň) je plzeňský profesionální fotograf, autor kalendářů, katalogů, billboardů, pohlednic a dvou knih (Fotoobrazy: Plzeň a okolí; Šumava kouzelná a umírající), které prezentují témata výlučně prostřednictvím jeho leteckých fotografií.

## Život
Milan Váchal, narozený v roce 1965 v Plzni, maturoval v roce 1984 na Střední průmyslové škole (SPŠ) elektrotechnické v Plzni, emigroval ve svých 22 letech do Rakouska. V hlavním městě Štýrska – Štýrském Hradci se stal dvorním fotografem u dvou divadelních skupin: „Echitna Theater“ a „Theater Marz“ (s nimi částečně spolupracuje až do současnosti – rok 2020). Po sametové revoluci se (v roce 1991) vrátil do Československa. Profesionální fotografii se zabývá od roku 1991. Uměleckým fotografem Divadla Josefa Kajetána Tyla v Plzni se stal na základě výběrového řízení. Od roku 1993 se živí jako fotograf na volné noze. Spolupracuje s novinami Plzeňský deník, Blesk a s hudebními časopisy Report, Rock & Pop, dále pak s časopisy Pes přítel člověka, Vital a Regenerace. Zabývá se především technickou a reklamní fotografií, dále pak leteckou fotografií, reportážní fotografií, makrofotografií, uměleckou fotografií a rovněž i portrétní tvorbou.

## Výstavy
- 2001 – „Lesk a bída Indie“,[1]
- 2002 – „BIG BEAT“,[1]
- 2008 – „Karneval v Benátkách“[1] a
- 2017 – „KAOLÍNKA“.[1]

## Publikace
- VÁCHAL, Milan. Plzeň s nadhledem 2007. Plzeň: Milan Váchal, 2006. 12 listů, poznámka: kalendář obsahuje letecké fotografie.
- VÁCHAL, Milan. Plzeňské nálady 2008 (grafika). Plzeň: Nakladatel: Jan Košťál, 2007, copyright: 2007, poznámka: 12 nečíslovaných listů, barevné ilustrace, fotografie Milana Váchala, kalendář.
- VÁCHAL, Milan. Fotoobrazy: Plzeň a okolí. 1. vydání Plzeň: Apollon, 2009; 170 stran. ISBN 978-80-254-5097-0, poznámka: letecké fotografie Milana Váchala (texty Zdeněk Roučka, Milan Váchal)
- VÁCHAL, Milan. Šumava kouzelná a umírající. 1. vydání Plzeň: Apollon, 2009; 188 stran. ISBN 978-80-254-5787-0, poznámka: Celkem 160 snímků barevných leteckých pohledů na šumavské hory, hřebeny, jezera, řeky, slatě, údolí, louky a obce bylo vybráno asi ze 4 tisíc fotografií Milana Váchala. Projekt vedl plzeňský publicista a znalec Šumavy Zdeněk Roučka, který se podílel nejen na výběru snímků, ale i na doprovodných textech k nim.

## Výběr akcí
- V únoru roku 2018 se uskutečnila v plzeňské Visio Art Gallery na Roudné výstava tří kolekcí Váchlových „fotoobrazů“.[4] První kolekce obsahovala velkoformátové snímky (tištěné na malířských plátnech o rozměrech 1,5 x 1,0 m) z české i německé strany Šumavy;[4] druhá kolekce představila fotoobrazy (tištěné na dibondových deskách)[p 2] z cest po Řecku, Francii a Itálii;[4] třetí kolekce prezentovala fotografie (technologie: adjustace fotografií na plexiskle)[p 3] s tematikou architektury moderního Berlína.[4]

- Od 25. května 2020 do konce července 2020 se ve spálenopoříčském Infocentru konala výstava velkoformátových barevných fotoobrazů Milana Váchala s tematikou šumavské přírody.[5]

- Některé Váchalovy velkoformátové fotografie (s tematikou Šumavy, které se intenzivně věnuje) tištěné na fotografické plátno jsou k vidění v pizzerii – restaurantu Mikulášská na Mikulášském náměstí v Plzni.[1]